# Vîdne, Kirovske
Vîdne (în ucraineană Видне) este un sat în comuna Juravkî din raionul Kirovske, Republica Autonomă Crimeea, Ucraina.

## Demografie
Componența lingvistică a localității Vîdne
     Rusă (100%)
Conform recensământului din 2001, toată populația localității Vîdne era vorbitoare de rusă (100%).